# Léon Fleuriot
Léon Fleuriot (Morlaix, 5 d'abril de 1923 — París, 15 de març de 1987) fou un lingüista bretó especialitzat en llengües celtes (bretó antic, gal·lès i gaèlic irlandès) i en història de Bretanya gal·loromana i de l'alta edat mitjana.
Va néixer a Morlaix en el si d'una família originària de Quintin i de jovenet havia estudiat bretó, assolí per concurs ser agregat de la Universitat per història el 1950. Fou professor de secundària i universitari a París, tant a l'àrea metropolitana i al Pritaneu militar de La Flèche. Va ingressar al CNRS el 1958 i es doctorà a la Universitat de la Sorbonne el 1964 amb la tesi titulada le vieux-breton, éléments d'une grammaire, i amb una tesi complementària, Dictionnaire des gloses en vieux-breton.
El 1966 fou nomenat professor de la càtedra d'estudis cèltics de la Universitat de Rennes 2 al mateix temps que fou nomenat director de recerca a l'École Pratique des Hautes Études de Paris. Hi va contribuir notablement a impulsar l'ensenyament del bretó a nivell universitari, tot publicant nombrosos texts que han permès fer progressar considerablement l'estudi del bretó antic i les seves llengües germanes. La seva obra mestra, Les origines de la Bretagne, publicada el 1980, és un estudi particularment prudent i acurat de fonts escrites fusionades, encara que amb llacunes i algunes incoherències, sobre els primers segles de la nostra era a l'Armòrica i la meitat nord de França. Hi ha sostingut tesis importants com la preeminència politicomilitar de Brest en la ciutat dels osismes fins al 450 i el seu esfondrament en profit de Saint-Pol-de-Léon, per l'aliança de 497 entre els bretons i Clodoveu I com un factor de la victòria d'aquest darrer i l'assimilació d'Ambrosi Aurelià a Riothamus esmenada per Gregori de Tours, indicació de la intervenció de bretons de l'altra banda del Canal constituïts en legions romanes davant del perill dels gots.
Va morir sobtadament a París el 15 de març de 1987, deixant nombroses recerques inacabades.

## Publicacions

### Obres
- Le vieux breton, Éléments d'une grammaire, Paris, Klincksieck, 1964.
- Dictionnaire des gloses en vieux breton, Paris, Klincksieck, 1964.
- A Dictionary of old breton - Dictionnaire du vieux breton. Toronto, Prepcorp Limited, 1985. Apparemment réédition de l'ouvrage paru en 1964.
- Les origines de la Bretagne, Librairie Payot, Paris,1980.
- Notes lexicographiques et philologiques (recull d'articles publicats a la revista  Études celtiques, recollits per Gwennole Le Menn), Skol, 1997.
- Articles a Annales de Bretagne, Bulletin de la Société archéologique du Finistère, Études celtiques, Hor Yezh.

### Contribucions
- Récits et poèmes celtiques, prefaci de Pierre-Jakez Hélias, Paris, Stock, 1981
- L'histoire littéraire et culturelle de la Bretagne (volum 1), Paris, Genève, 1993